# Peter Blangé
Peter Blangé, född 9 december 1964 i Voorburg, är en nederländsk före detta volleybollspelare.
Blangé blev olympisk guldmedaljör i volleyboll vid sommarspelen 1996 i Atlanta.